# Nuss (Familienname)
Nuss, Nuß bzw. Nüsse ist ein deutscher Familienname.

## Namensträger

### Nuss bzw. Nuß
- Alexander Nuss (* 1982), österreichischer Biathlet
- August Nuss (1883–1958), deutscher Politiker (Zentrum) und ehemaliger Abgeordneter des Landtags des Volksstaates Hessen in der Weimarer Republik
- Balthasar Nuss (um 1545–1618), Zentgraf in Hofbieber und Fulda; Verantwortlicher für Hexenverfolgungen
- Benyamin Nuss (* 1989), deutscher Pianist
- Bernhard Nuss (* 1961), deutscher Ultramarathonläufer
- Eberhard Nuß (* 1953), deutscher Politiker
- Franz Joseph Nuß (1775–1842), deutscher Jurist
- Fritz Nuss (1907–1999), deutscher Bildhauer
- Hans-Georg Nuß (* 1931), deutscher Wirtschafts- und Gesellschaftswissenschaftler sowie Hochschullehrer
- Hubert Nuss (* 1964), deutscher Jazzmusiker und -komponist
- Karl Nuß (1926–2013), deutscher Philosoph, Professor für wissenschaftlichen Kommunismus an der Universität Leipzig
- Karl Nuss (* 1959), deutscher Tierarzt und Hochschullehrer
- Karl Ulrich Nuss (* 1943), deutscher Bildhauer
- Kilian Nuß (1936–2015), deutscher römisch-katholischer Theologe
- Kristen Nuss (* 1997), US-amerikanische Beachvolleyballspielerin
- Ludwig Nuss (* 1961), deutscher Jazzposaunist
- Marcel Nuss (1955–2024), französischer Behindertenaktivist und Autor
- Raylyn Nuss (* 1991), US-amerikanische Radsportlerin
- Sabine Nuss (* 1967), deutsche Politikwissenschaftlerin und Autorin
- Uwe Nuß (* 1960), deutscher Ingenieur und Hochschullehrer

### Nüsse
- Albert Nüsse (1882–1965), deutscher Geodät
- Barbara Nüsse (* 1943), deutsche Schauspielerin
- Hans-Jörg Nüsse, Geburtsname von Hans-Jörg Karlsen (* 1973), deutscher Prähistorischer Archäologe
- Octavio K. Nüsse (* 1947), deutscher Designer und Hochschullehrer